# Alophoixus finschii
El bulbul de Finsch (Alophoixus finschii) es una especie de ave paseriforme perteneciente a la familia Pycnonotidae. 

## Distribución y hábitat
Se encuentra en Brunéi, Indonesia, Malasia, y Tailandia. Su hábitat natural son los bosques húmedos de las tierras bajas subtropicales o tropicales. Está considerado en peligro de extinción por la pérdida de hábitat.